# Restaurante Zambi

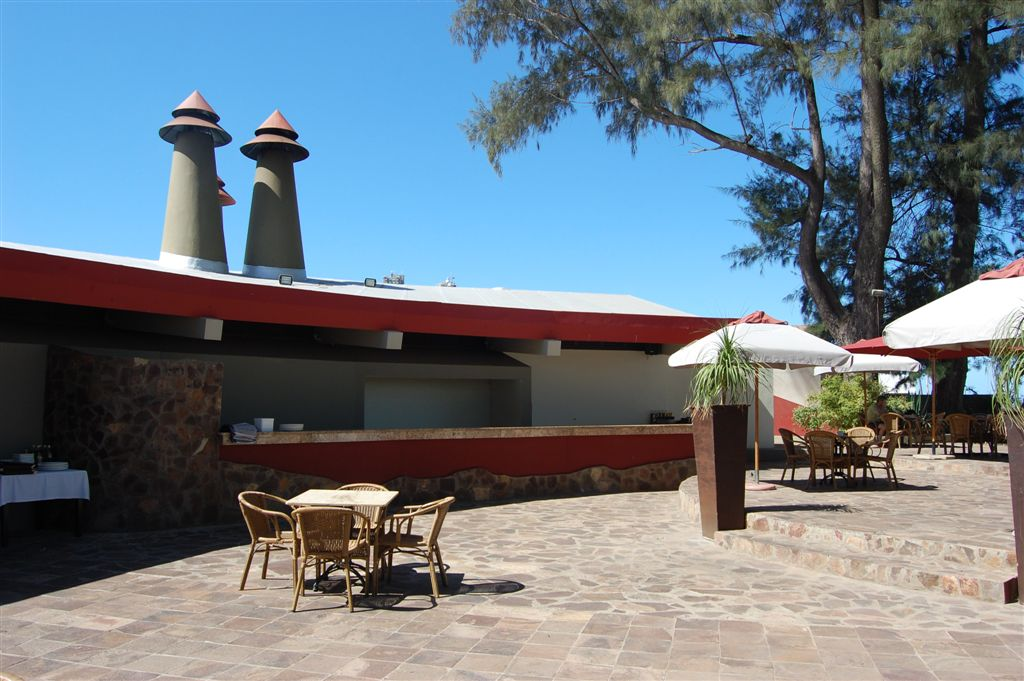
Restaurante Zambi in Maputo

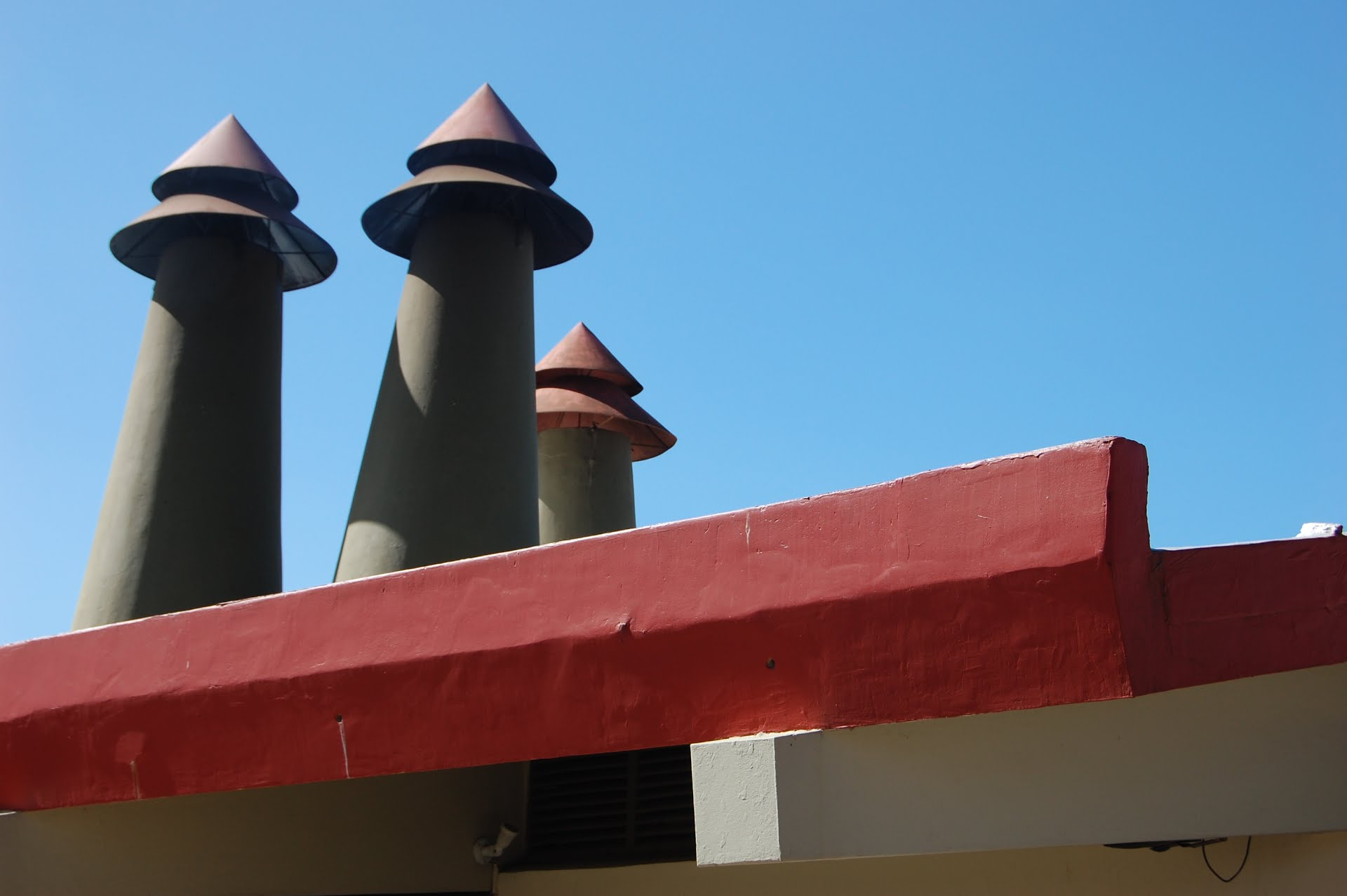
Charakteristisch für Pancho Guedes sind unter anderem die Schornsteine

Das Restaurante Zambi ist ein Restaurant im Zentrum der mosambikanischen Hauptstadt Maputo. Das zwischen 1954 und 1956 nach Plänen von Pancho Guedes errichtete Gebäude befindet sich direkt an der Uferpromenade der Stadt (Avenida 10 de Novembro 8) und gilt bis heute noch als eines der bekanntesten Luxus-Restaurants der Stadt. Anlass für den Bau war der Besuch des portugiesischen Präsidenten Francisco Craveiro Lopes im Jahr 1956.

## Geschichte
Bereits kurz nachdem Pancho Guedes 1953 nach Mosambik umgezogen war, erhielt er den Auftrag, für den anvisierten Besuch des portugiesischen Staatspräsidenten Francisco Craveiro Lopes einen Restaurantkomplex im Zentrum der kolonialen Hauptstadt Lourenço Marques zu entwerfen. Nach zwei Jahren Bauzeit wurde das Restaurant mit dem Namen „Zambi“ 1956 zum Besuch des Präsidenten eröffnet. Im Rahmen des Besuchs (andere Quellen sprechen von Zufall) wurde die „Exposição de Activitades Económicas de Moçambique“, eine Art „koloniale Ausstellung“, an der Uferpromenade organisiert, die die Leistungen der portugiesischen Kolonie zeigen sollte. Zum Restaurant gehörten auch drei von Guedes entworfene thematische Pavillons („Tourismus“, „Radio“ und „Künste“).

### Aufbau
Pancho Guedes entwarf für das Restaurant ein erdgeschossiges, halbrundes Bauwerk, das sich zur Bucht von Maputo öffnet. Zu den Enden der Form senkt sich das Dach in zwei dreieckförmigen Spitzen ab. Die Öffnung der halbrunden Form – quasi der „Hof“ des Bauwerks – ist als Terrasse des Restaurants gedacht. Die ursprünglich dazugehörenden drei Pavillons bestanden aus den vergänglichen Materialien Holz, Ziegel und Rohren und kontrastierten dadurch mit dem verwendeten (bleibenden) Beton des Restaurants.
Auch beim Restaurante Zambi sind typische Charakteristika des Architekten Guedes zu erkennen: Drei spitze, pilzförmige Schornsteine zieren das sich zur Öffnung leicht neigende Dach. An den Fassaden sowie im Inneren des Gebäudes entwarf Guedes gemeinsam mit Antero Machado und João Ayres bunte, verspielte Kunstwerke mit Pflanzen und Vögeln. Zwei Werke tragen die Titel Tropismo e Aves (Tropismus und Vögel) und Plantas Fantásticas (Phantastische Pflanzen). Die Ausführung übernahm der Stuckateur Gonçalves Diogo.

### Stil
Stilistisch ist das Bauwerk dem von Guedes selbst bezeichneten „Stil 6“ zuzuordnen, der den Titel Die sanfte Kunst, den Raum zu biegen (A elegante arte de curvar o espaço) trägt. Dieser Stil ähnelt seinem eigenen Stil 5 und orientiert sich am Vorbild von Frank Lloyd Wright. Wright verwendete ebenso starke symbolische Kurven in seinen Entwürfen, nicht zuletzt beim Solomon R. Guggenheim Museum, aber auch bei Einfamilienhäusern wie dem Solar Hemicycle House in Middleton, Wisconsin, und dem How to Live in the Southwest House in Phoenix, Arizona.
Ziel Guedes’ war es, bewusst „runde Räume“ zu leben und zu nutzen, da üblicherweise runde Räume nur „Resträume“ seien. Diesem Stil ebenfalls zugeordnete, von ihm entworfene Bauten sind das Empfangsgebäude für eine Zementfabrik in Matola (Portaria da Fábrica de Cimentos, 1954; nicht verwirklicht), das Hotel na Ponta Vermelha in Lourenço Marques/Maputo (1953; Standort unklar) und die Casa Canha (1970) in Houghton, Johannesburg.

### Veränderungen
Das Restaurant ist bis heute unter demselben Namen – „Restaurante Zambi“ – geöffnet und gilt als eines der Luxusrestaurants der mosambikanischen Hauptstadt. Während die Fassadenbilder und die Grundstruktur des Gebäudes nahezu originalgetreu restauriert sind, wurde der Innenraum komplett verändert.
Das Gebäude steht nicht unter Denkmalschutz, ist jedoch in der portugiesischen Denkmaldatenbank Sistema de Informação para o Património Arquitectónico, die auch Werke ehemaliger portugiesischer Kolonien umfasst, unter der Nummer 31717 gelistet.